# Goleta workmani
Goleta workmani là một loài nhện trong họ Salticidae.
Loài này thuộc chi Goleta. Goleta workmani được Elizabeth Maria Gifford Peckham & George William Peckham miêu tả năm 1885.